# ويليام هنري بريت
ويليام هنري بريت هو سياسي كندي، ولد في 1895، وتوفي في 30 أبريل 1972.